# Міхаля-Гура (Свентокшиське воєводство)
Міхаля-Гура (пол. Michala Góra) — село в Польщі, у гміні Лопушно Келецького повіту Свентокшиського воєводства.
У 1975-1998 роках село належало до Келецького воєводства.